# Herui

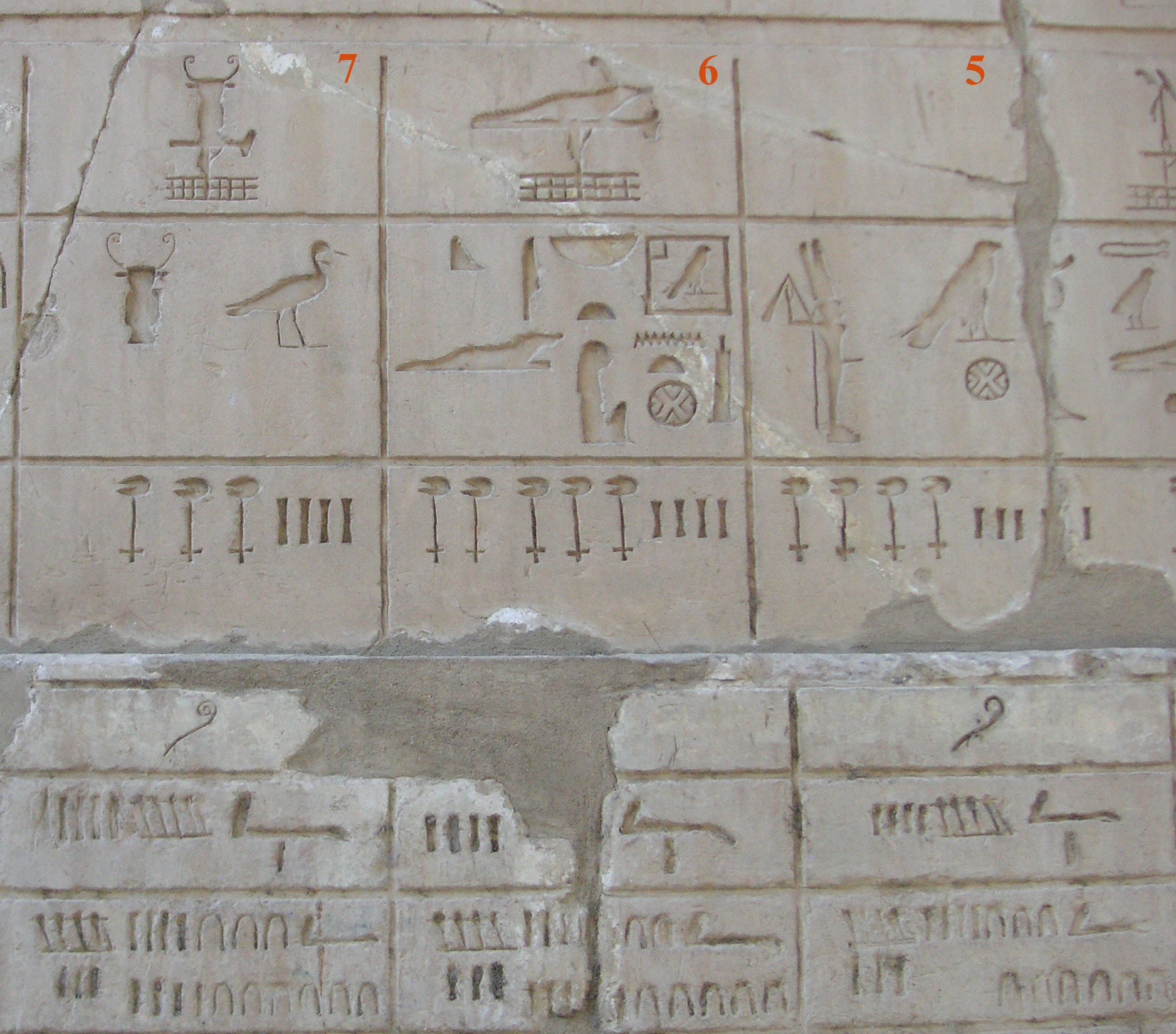
Herui, län 5 på "Vita kapellets" vägg i Karnak.

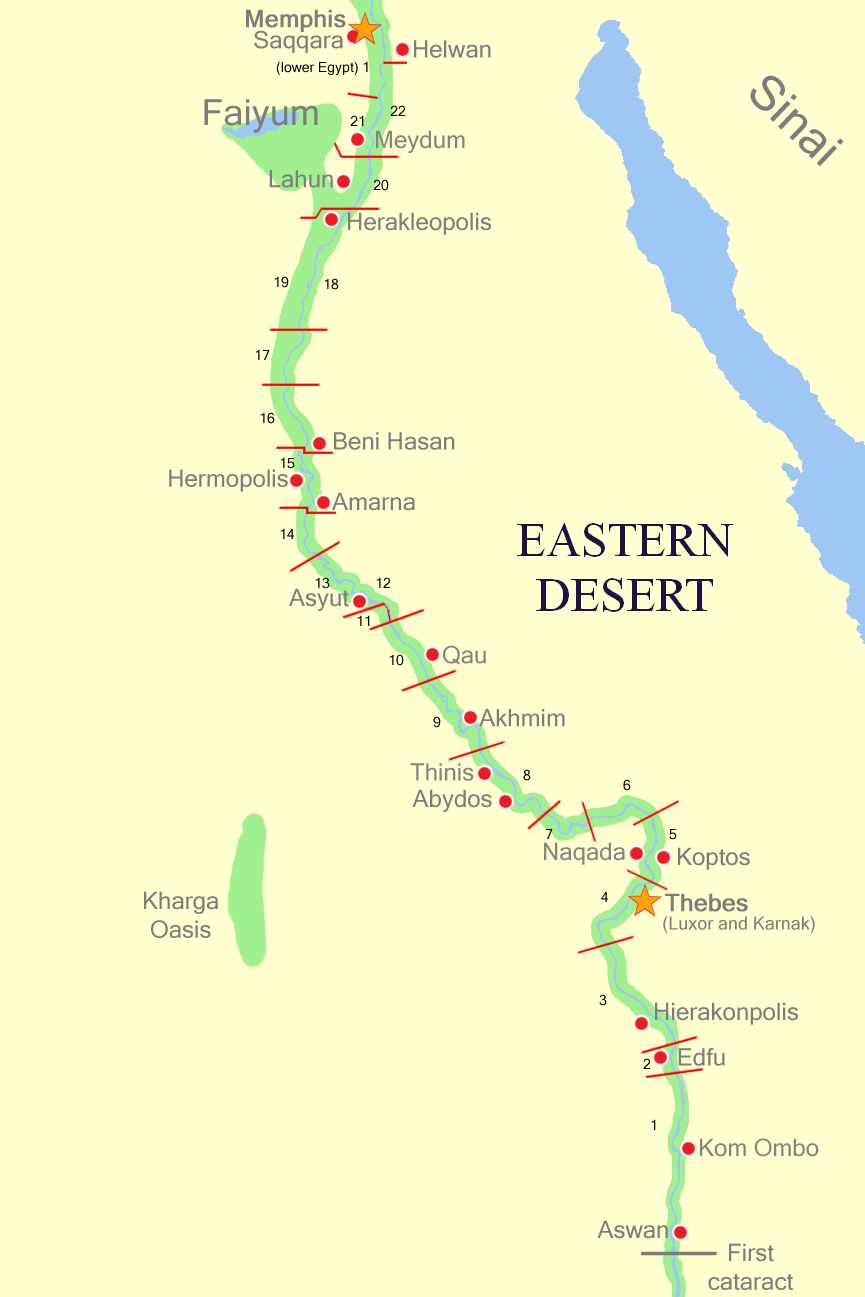
Lägeskarta över nomoi i Övre Egypten.

Herui ("Två falkar", även Netjerui) var ett av de 42 nomoi (länen) i Forntida Egypten.
| G5 | G5 · R12 · N24 |

Herui med hieroglyfer.

## Geografi
Herui var ett av de 22 nomoi i Övre Egypten och hade nummer 5.
Länets yta var cirka 4 cha-ta (cirka 11,0 hektar, 1 cha-ta motsvarar 2,75 ha) med en längd om cirka 3 iteru (cirka 32 km, 1 iteru motsvarar 10,5 km).
Niwt (huvudorten) var Gebtu/Coptos (dagens Qift) som också var centrum för Egyptens sjöhandel i Röda havet genom flodbädden Wadi Hammamat. Övriga större orter var Gesa/Apollinopolis Parva (dagens Qus) och Nubt/Ombos (dagens Naqada).

## Historia
Varje län styrdes av en nomark som officiellt lydde direkt under faraon.
Varje Niwt hade ett Het net (tempel) tillägnad områdets skyddsgud och ett Heqa het (nomarkens residens).
Länets skyddsgud var Min och bland övriga gudar dyrkades Isis, Khonsu, Heget, Horus och Seth.
Idag ingår området i guvernementet Qena.